# Timex FDD3000

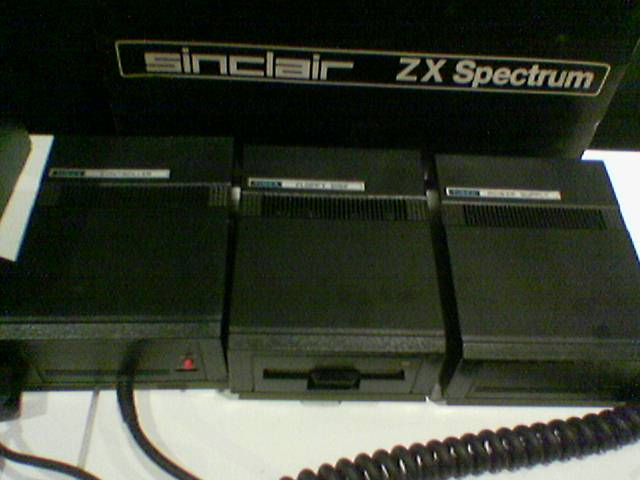
Timex FDD

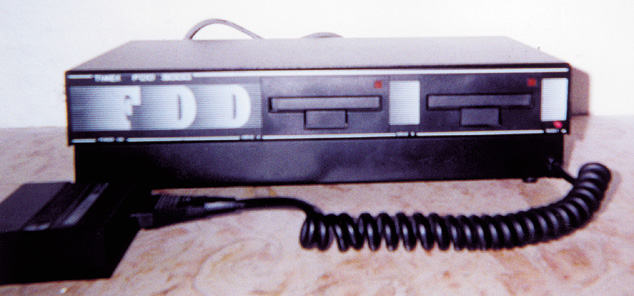
Timex FDD3000

Timex FDD и Timex FDD3000 — внешние устройства для компьютеров Timex Sinclair, представляющее собой блок дисководов, который являлся по сути самостоятельным компьютером.
Timex FDD состоял из трёх блоков одинакового размера: дисковода, контроллера и блока питания (за это его иногда называют «FDD3»). Обычно Timex FDD поставлялся с 16 КБ ОЗУ и одним дисководом на 3 дюйма, но допускал расширение памяти до 64 КБ.
FDD3000 стал по сути обновлённой версией Timex FDD в едином корпусе, плюс добавился второй дисковод на 3 дюйма.
Разработка FDD3000 была начата в Timex Computer Corporation в США, и закончена в португальском подразделении Timex.
Поскольку контроллер электрически совместим с современными дисководами, с ним можно использовать также и дисководы на 3,5 дюйма и на 5,25 дюйма. Также и наоборот, 3-дюймовый дисковод Hitachi можно подключить к обычному PC.

## Использование

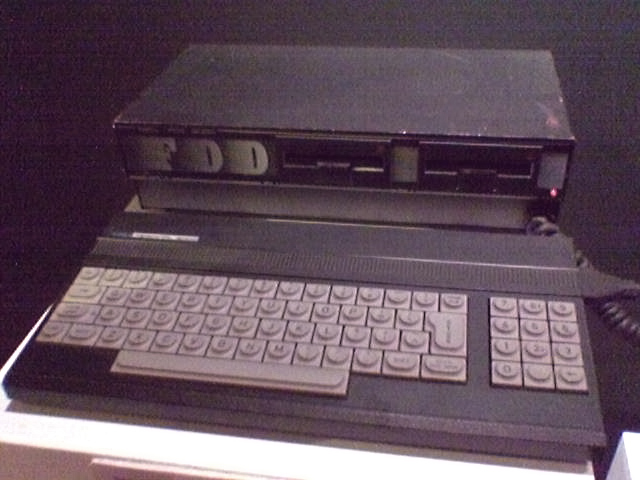
Timex Terminal 3000, подключенный к FDD3000

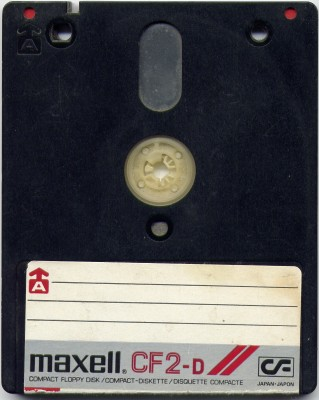
3-дюймовая дискета

Как внешнее устройство FDD либо FDD3000 мог подключаться к ZX Spectrum, Timex Computer 2048/2068 и Timex Sinclair 2068. Для такого подключения использовался интерфейсный модуль Timex Interface (TI). Для работы с дисками использовалась с операционная системой TOS.
Для использования FDD либо FDD3000 как самостоятельного компьютера с операционной системой CP/M, к нему необходимо подключаться через терминал — таковым мог служить TC2048/2068 с программой Timex Terminal Emulator либо устройство Timex Terminal 3000 с композитным видеомонитором.

## Технические характеристики
- Процессор: Z80 на частоте 4 МГц
- Память:
  - ОЗУ — 16 КБ (FDD), 64 КБ (FDD3000)
  - ПЗУ — 128 байт (операционная система загружается с диска)
- Контроллер дисковода WD1770
- Контроллер последовательного порта WD2123

## Клоны
- Zebra Systems продавала Timex FDD как «Zebra FDD», в серебристом корпусе под цвет TS2068
- Zebra Systems продавала Timex FDD3000 в США как «Zebra FDD 3000»
- Unipolbrit выпускала FDD в едином корпусе, отличном от FDD3000
- В Польше распространялся FDD 6000, в котором использовались дисководы на 5,25 дюйма (360 КБ)